# Castelli Romani
Als Castelli Romani (in Rom ist auch nur die Bezeichnung Castelli gebräuchlich) wird das Gebiet von 16 Gemeinden in der italienischen Region Latium bezeichnet. Die Gemeinden befinden sich 20 bis 53 km von Rom entfernt und liegen alle in oder an den Albaner Bergen.
Der Begriff Castelli Romani (deutsch etwa: Römische Burgen) leitet sich von den Burgen, vor allem aber den zahlreichen Villen (ville romane), her, die sich Adlige und vermögende Bürger Roms seit der Antike in diesem Gebiet errichten ließen. Zu den 12 historischen Villen zählen: Villa Aldobrandini, Villa Falconieri, Villa Lancellotti, Villa Sciarra, Villa Sora, Villa Torlonia, Villa Tuscolana, Villa Parisi, Villa Vecchia und Villa Mondragone (in Monte Porzio Catone), Villa Grazioli, Villa Muti.

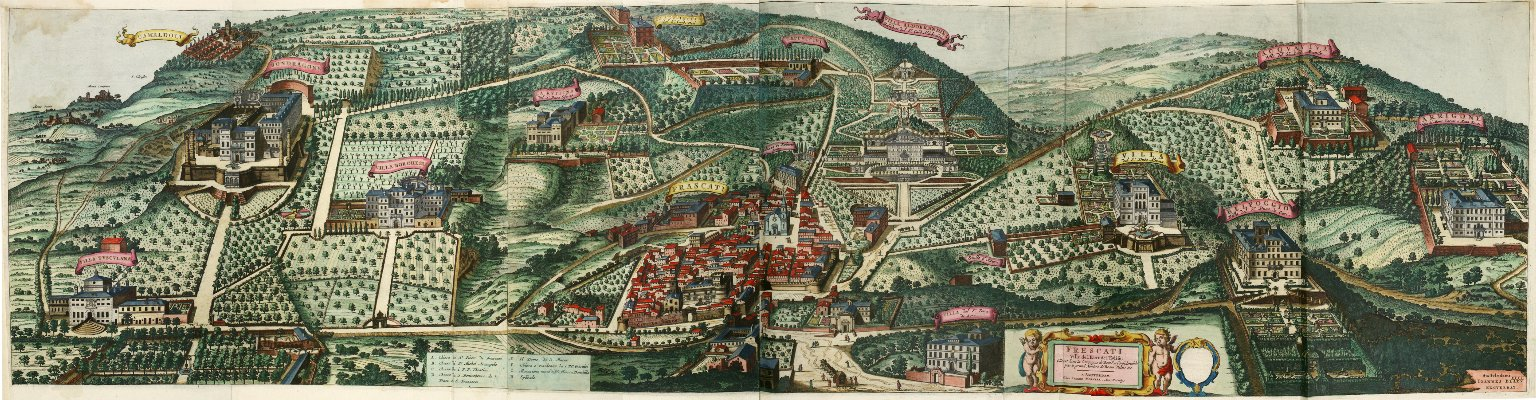
Karte von Matteo Greuter mit Frascati und den 12 Tuscolaner Villen (1620)

Rund um die Albaner Berge liegen die in der Antike bedeutenden Orte Tusculum, Praeneste, Gabii, Velitrae, Lanuvium, Bovillae, Aricia.
Die Bezeichnung Castelli Romani wird heute vor allem für die touristische Vermarktung der Region verwendet, die seit über 2500 Jahren das Naherholungsgebiet Roms ist. Die Castelli Romani sind keine administrative Vereinigung, wie zum Beispiel die Comunità Montana dei Castelli Romani e Prenestini, die allerdings mit den Castelli Romani nicht deckungsgleich ist.
Der Naturpark der Castelli Romani (Parco Regionale dei Castelli Romani) mit Sitz in Rocca di Papa umfasst mit 12.000 Hektar das Kerngebiet des Territoriums.

## Gemeinden

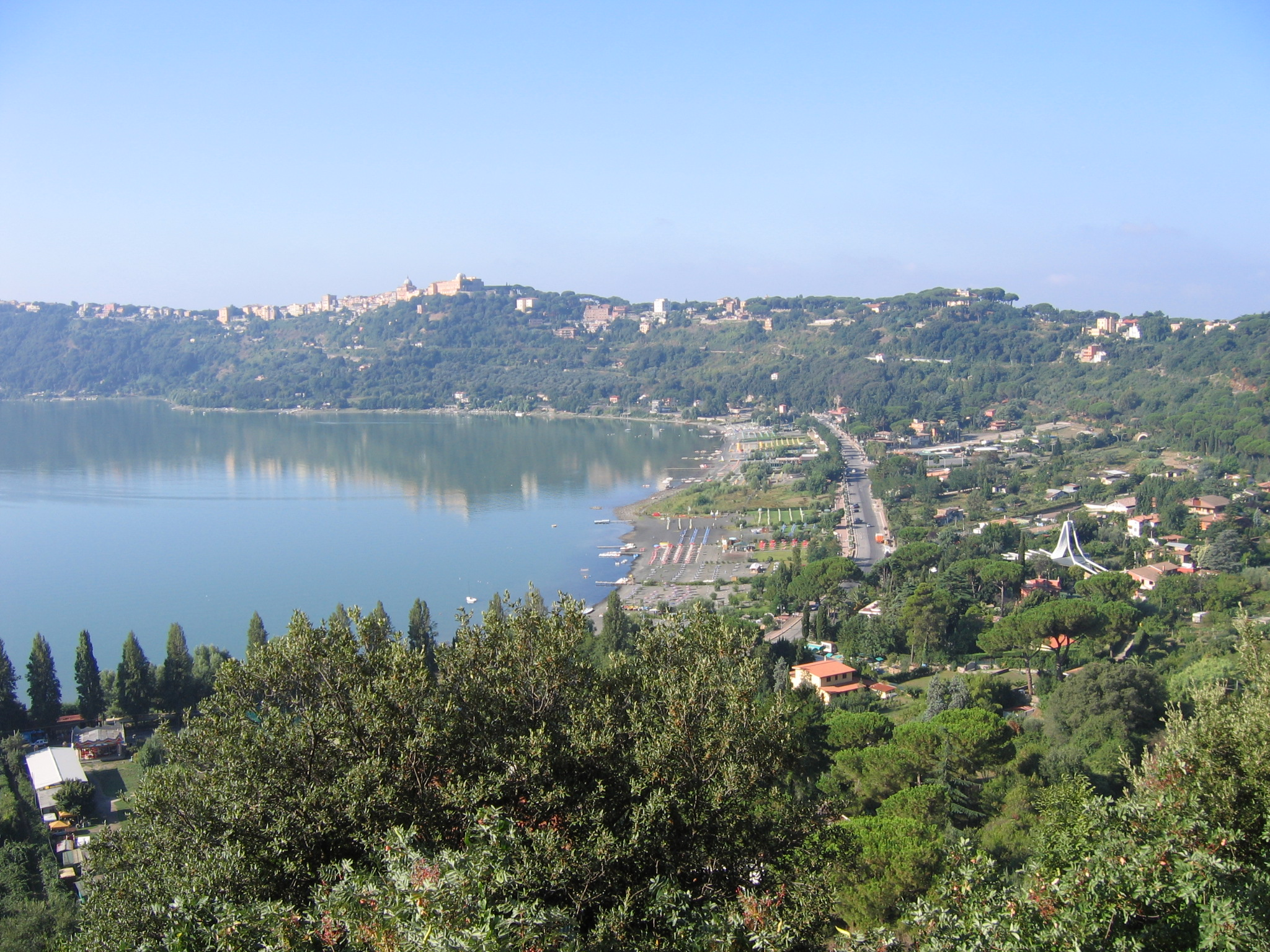
Castel Gandolfo über dem Albaner See

Zu den Castelli Romani zählen folgende Gemeinden:
- Albano Laziale
- Ariccia
- Castel Gandolfo
- Colonna
- Frascati
- Genzano di Roma
- Grottaferrata
- Lanuvio
- Lariano
- Marino
- Monte Compatri
- Monte Porzio Catone
- Nemi
- Rocca di Papa
- Rocca Priora
- Velletri